# Impact Arena
IMPACT Arena es una arena multiusos en la localidad tailandesa de Muang Thong Thani, Pak Kret, un suburbio que conforma la región metropolitana de Bangkok. Cuenta con una capacidad de aproximadamente 12 000 personas y fue construida para recibir los Juegos Asiáticos de 1998.
El recinto forma parte del complejo Impact Arena, Centro de Convenciones y Exhibiciones, Muang Thong Thani (en tailandés: ศูนย์แสดงสินค้าและการประชุม อิมแพ็ค เมืองทองธานี), el cual es considerado el segundo perímetro exhibitorio más grande del continente asiático debido a contar con un área interior de 140 000 m2, y recibe a más de 15 millones de visitantes con 490 eventos promedio al año.